# 伊拿斯奧·甘馬曹
伊拿斯奧·甘馬曹（西班牙語：Ignacio Camacho Barnola，1990年5月4日—），西班牙足球運動員，目前已退役，司職防守中場。

## 榮譽

### 球會
馬德里體育會
- 歐霸盃：2009–10賽季
- 歐洲超級盃：2010年
- 國王盃：亞軍 2009–10賽季

### 國家隊
- 歐洲U-17足球錦標賽：2007年
- U17世界盃足球賽：亞軍 2007年

## 球會數據
| 球會     | 賽季     | 聯賽 | 聯賽 | 聯賽 |
| 球會     | 賽季     | 上陣 | 進球 | 助攻 |
| -------- | -------- | ---- | ---- | ---- |
|          | 2007–08  | 10   | 2    | 0    |
| 2008–09  | 8        | 0    | 0    |      |
| 2009–10  | 12       | 0    | 1    |      |
| 2010–11  | 12       | 0    | 1    |      |
| 總計     | 42       | 2    | 2    |      |
| 馬拉加   | 2010–11  | 15   | 0    | 0    |
| 馬拉加   | 2011–12  | 10   | 1    | 0    |
| 馬拉加   | 總計     | 25   | 1    | 0    |
| 生涯總計 | 生涯總計 | 67   | 3    | 2    |

## 外部連結
- 馬拉加官方檔案 （英文）
- BDFutbol檔案 （页面存档备份，存于） （英文）
- Futbolme檔案 （页面存档备份，存于） （西班牙文）
- 伊拿斯奧·甘馬曹 – FIFA國際賽競賽紀錄 (存檔) （英文）
- Transfermarkt檔案 （页面存档备份，存于） （英文）